# SLAF Anuradhapura
SLAF Anuradhapura (código de IATA: ACJ, código de OACI: VCCA) es una base aérea de la fuerza aérea de Sri Lanka, ubicado en la antigua ciudad de Anuradhapura.

## Escuadrones
- Escuadrón N.º 6 de la SLAF